# Porcentaje de grasa corporal
El porcentaje de grasa corporal (BFP) de un ser humano u otro ser vivo es la masa total de grasa dividida por la masa corporal total, multiplicada por 100; la grasa corporal incluye grasa corporal esencial y grasa corporal de almacenamiento. La grasa corporal esencial es necesaria para mantener la vida y las funciones reproductivas.  El porcentaje de grasa corporal esencial para las mujeres es mayor que para los hombres, debido a las demandas de la maternidad y otras funciones hormonales. El almacenamiento de grasa corporal consiste en la acumulación de grasa en el tejido adiposo, parte del cual protege los órganos internos en el pecho y el abdomen. El porcentaje mínimo recomendado de grasa corporal total excede el valor del porcentaje de grasa esencial informado anteriormente. Se dispone de varios métodos para determinar el porcentaje de grasa corporal, como la medición con calibradores o mediante el uso del análisis de impedancia bioeléctrica. 
El porcentaje de grasa corporal es una medida del nivel de condición física, ya que es la única medida corporal que calcula directamente la composición corporal relativa de una persona sin importar la altura o el peso. El índice de masa corporal (IMC) ampliamente utilizado proporciona una medida que permite la comparación de la adiposidad de individuos de diferentes alturas y pesos. Mientras que el IMC aumenta en gran medida a medida que aumenta la adiposidad, debido a las diferencias en la composición corporal, otros indicadores de grasa corporal dan resultados más precisos; por ejemplo, los individuos con mayor masa muscular o huesos más grandes tendrán un IMC más alto. Como tal, el IMC es un indicador útil de la aptitud general para un grupo grande de personas, pero es una herramienta deficiente para determinar la salud de una persona. 

## Las cantidades típicas de grasa corporal
Epidemiológicamente, el porcentaje de grasa corporal en un individuo varía según el sexo y la edad. Existen varios enfoques teóricos sobre las relaciones entre el porcentaje de grasa corporal, la salud, la capacidad atlética, etc. En consecuencia, diferentes autoridades han desarrollado diferentes recomendaciones para porcentajes ideales de grasa corporal. 
Este gráfico de la Encuesta nacional de examen de salud y nutrición en los Estados Unidos muestra los porcentajes promedio de grasa corporal de los estadounidenses de las muestras de 1999 a 2004: 
|  |

En los hombres, el porcentaje medio de grasa corporal osciló entre el 22,9% a los 16-19 años y el 30,9% a los 60-79 años. En las mujeres, el porcentaje medio de grasa corporal osciló entre 32.0% a la edad de 8 a 11 años y 42.4% a la edad de 60 a 79 años.
La siguiente tabla del American Council on Exercise muestra cómo los porcentajes promedio difieren según los grupos y categorías especificados:
| Descripción    | Mujer  | Hombres |
| -------------- | ------ | ------- |
| Grasa esencial | 10–13% | 3–5%    |
| Atletas        | 14-20% | 6–13%   |
| Fitness        | 21–24% | 14–17%  |
| Promedio       | 25–31% | 18–24%  |
| Obeso          | 32% +  | 25% +   |

La grasa esencial es el nivel en el que la salud física y fisiológica se vería afectada negativamente, y por debajo de la cual la muerte es segura.  Existe controversia sobre si un porcentaje de grasa corporal en particular es mejor para la salud; el rendimiento atlético también puede verse afectado. Los atletas más magros suelen rondar en niveles de aproximadamente 6-13% para hombres o 14-20% para mujeres. Los culturistas pueden rondar en el rango de grasa corporal esencial, de hecho, entrenadores personales certificados les sugerirán que mantengan ese nivel extremadamente bajo de grasa corporal solo durante el tiempo del concurso.  Sin embargo, no está claro si tales niveles se alcanzan realmente ya que (a) los medios para medirlos son, como se indica a continuación, carecen de principios exactos, y (b) generalmente se considera que 4–6% es un mínimo fisiológico para los hombres humanos.

## Técnicas de medición

### Pesaje subacuático
Independientemente de la ubicación de donde se obtienen, las células de grasa en los seres humanos están compuestas casi en su totalidad por triglicéridos puros con una densidad promedio de aproximadamente 0.9 kilogramos por litro. La mayoría de los laboratorios modernos de composición corporal utilizan el valor de 1.1 kilogramos por litro para la densidad de la "masa libre de grasa", un tejido teórico compuesto por 72% de agua (densidad = 0.993), 21% de proteína (densidad = 1.340) y 7% mineral (densidad = 3.000) en peso. 
Con un sistema de pesaje bien diseñado, la densidad del cuerpo se puede determinar con gran precisión sumergiendo completamente a una persona en el agua y calculando el volumen del agua desplazada por el peso del agua desplazada. Se realiza una corrección para la flotabilidad del aire en los pulmones y otros gases en los espacios corporales. Si no hubiera ningún error en la medición de la densidad corporal, la incertidumbre en la estimación de la grasa sería de aproximadamente ± 3.8% del peso corporal, principalmente debido a la variabilidad normal en los componentes del cuerpo. 

### Pletismografía de desplazamiento de aire de cuerpo entero

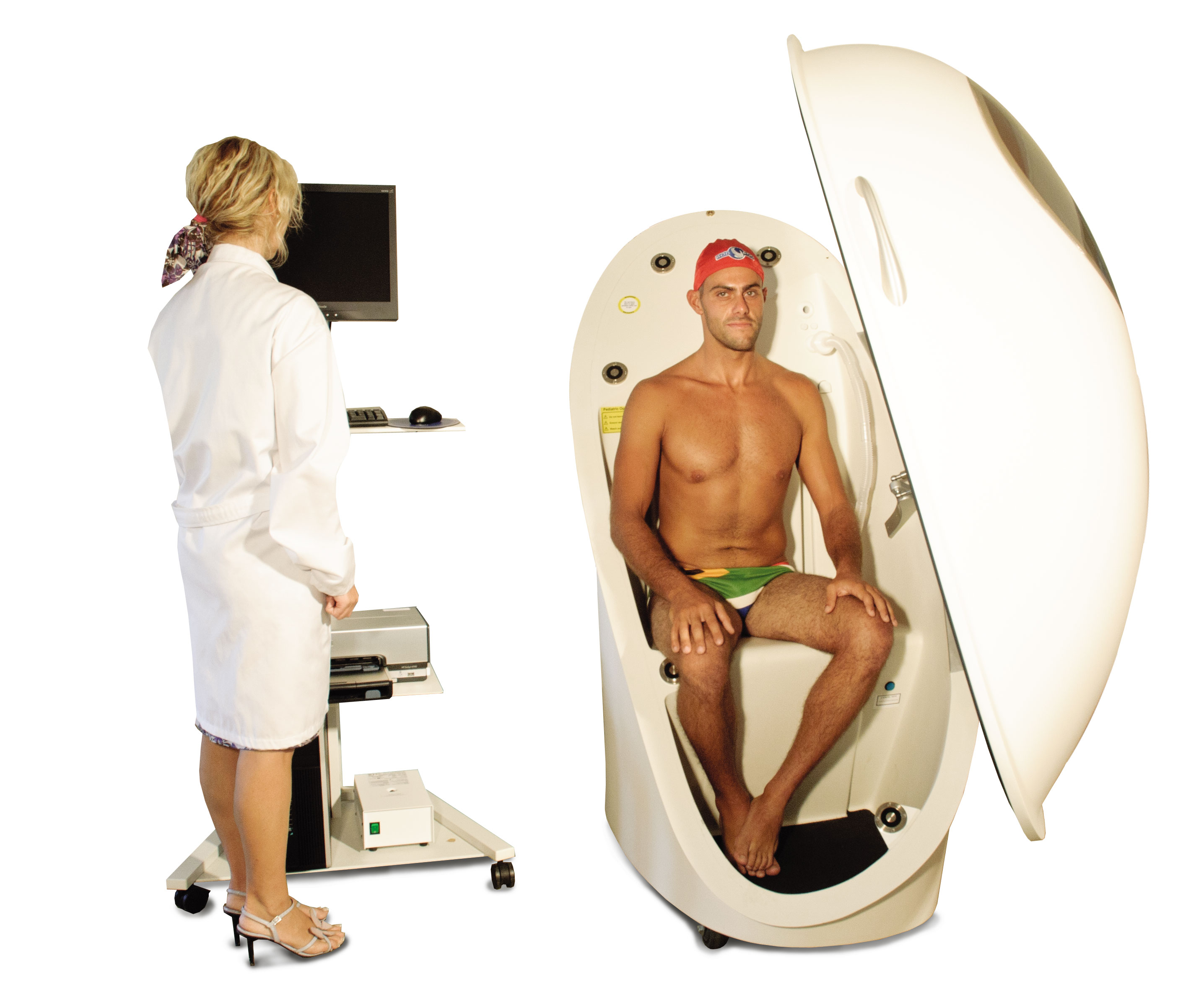
Medición de la composición corporal con tecnología de pletismografía de desplazamiento de aire de todo el cuerpo (ADP)

La pletismografía de desplazamiento de aire de todo el cuerpo (ADP) es un método densitométrico reconocido y científicamente validado para medir el porcentaje de grasa corporal humana. ADP utiliza los mismos principios que el método del estándar de oro de pesaje bajo el agua, pero representa un método densitométrico que se basa en el desplazamiento del aire en lugar de en la inmersión en agua.  La pletismografía de desplazamiento de aire ofrece varias ventajas sobre los métodos de referencia establecidos, que incluyen un proceso de medición seguro, cómodo, no invasivo, rápido y cómodo, y alojamiento de diversos tipos de sujetos (por ejemplo, niños, obesos, ancianos y personas discapacitadas). Sin embargo, su precisión disminuye en los extremos de los porcentajes de grasa corporal, tendiendo a subestimar ligeramente el porcentaje de grasa corporal en personas obesas y con sobrepeso (entre 1.68 y 2.94% según el método de cálculo), y sobrevalorar en un grado mucho mayor el porcentaje grasa corporal en sujetos muy delgados (en un promedio del 6.8%, con una exageración de hasta el 13% del porcentaje corporal informado de un individuo, es decir, 2% de grasa corporal por DXA pero 15% por ADP).

### Interactividad del infrarrojo cercano
Un haz de luz infrarroja se transmite a un bíceps. La luz se refleja desde el músculo subyacente y es absorbida por la grasa. El método es seguro, no invasivo, rápido y fácil de usar.

### Absorciometría dual de rayos X
La absorciometría de rayos X de energía dual, o DXA (anteriormente DEXA), es un método más nuevo para estimar el porcentaje de grasa corporal y determinar la composición corporal y la densidad mineral ósea. 
Los rayos X de dos energías diferentes se utilizan para escanear el cuerpo, uno de los cuales es absorbido más fuertemente por la grasa que el otro.  Una computadora puede restar una imagen de la otra, y la diferencia indica la cantidad de grasa en relación con otros tejidos en cada punto.  Una suma sobre toda la imagen permite el cálculo de la composición corporal general. 

#### Expansiones
Hay varios procedimientos más complicados que determinan con mayor precisión el porcentaje de grasa corporal.  Algunos, denominados modelos de compartimientos múltiples, pueden incluir la medición DXA del hueso, más medidas independientes del agua corporal (utilizando el principio de dilución con agua etiquetada isotópicamente) y el volumen corporal (ya sea por desplazamiento de agua o por pletismografía de aire). Varios otros componentes pueden medirse independientemente, como el potasio corporal total. 
La activación de neutrones in vivo puede cuantificar todos los elementos del cuerpo y usar relaciones matemáticas entre los elementos medidos en los diferentes componentes del cuerpo (grasa, agua, proteína, etc.) para desarrollar ecuaciones simultáneas para estimar la composición corporal total, incluida la grasa corporal.

### Medida de densidad media corporal
Antes de la adopción de DXA, el método más preciso para estimar el porcentaje de grasa corporal era medir la densidad promedio de esa persona (masa total dividida por el volumen total) y aplicar una fórmula para convertir ese porcentaje en porcentaje de grasa corporal. 
Dado que el tejido adiposo tiene una densidad más baja que los músculos y los huesos, es posible estimar el contenido de grasa.  Esta estimación se ve distorsionada por el hecho de que los músculos y los huesos tienen diferentes densidades: para una persona con una cantidad de masa ósea superior a la media, la estimación será demasiado baja.  Sin embargo, este método proporciona resultados altamente reproducibles para personas individuales (± 1%), a diferencia de los métodos que se analizan a continuación, que pueden tener una incertidumbre del 10% o más.  El porcentaje de grasa corporal se calcula comúnmente a partir de una de dos fórmulas (ρ representa la densidad en g/cm³): 
{\displaystyle {\text{Fórmula de Brozek: BF = (4.57 / ρ - 4.142) × 100}}}
{\displaystyle {\text{Fórmula de Siri: BF = (4.95 / ρ - 4.50) × 100}}}

### Análisis de impedancia bioeléctrica
El método de análisis de impedancia bioeléctrica (BIA) es un método de menor costo (de menos de uno a varios cientos de dólares en 2006 ) pero menos preciso para estimar el porcentaje de grasa corporal.  El principio general detrás de BIA: dos o más conductores están conectados al cuerpo de una persona y una pequeña corriente eléctrica se envía a través del cuerpo. La resistencia entre los conductores proporcionará una medida de la grasa corporal entre un par de electrodos, ya que la resistencia a la electricidad varía entre el tejido adiposo, muscular y esquelético. La masa libre de grasa (músculo) es un buen conductor, ya que contiene una gran cantidad de agua (aproximadamente 73%) y electrolitos, mientras que la grasa es anhidra y es un mal conductor de la corriente eléctrica. Los factores que afectan la precisión y la precisión de este método incluyen la instrumentación, los factores del sujeto, la habilidad del técnico y la ecuación de predicción formulada para estimar la masa libre de grasa. 
Cada pie (descalzo) puede colocarse sobre un electrodo, con la corriente enviada hacia arriba una pierna, a través del abdomen y hacia abajo de la otra pierna.  (Por conveniencia, un instrumento que debe ser pisado también medirá el peso). Alternativamente, se puede sostener un electrodo en cada mano; el cálculo del porcentaje de grasa utiliza el peso, por lo que debe medirse con balanza y ser ingresado por el usuario. Los dos métodos pueden dar diferentes porcentajes, sin ser inconsistentes, ya que miden la grasa en diferentes partes del cuerpo.  Los instrumentos más sofisticados para uso doméstico están disponibles con electrodos para pies y manos. 
Hay poco margen para el error técnico como tal, pero factores como comer, beber y hacer ejercicio deben ser controlados ya que el nivel de hidratación es una fuente importante de error para determinar el flujo de la corriente eléctrica para estimar la grasa corporal. Las instrucciones para el uso de instrumentos generalmente recomiendan no hacer mediciones poco después de beber, comer o hacer ejercicio, o cuando se deshidratan. Los instrumentos requieren detalles como el sexo y la edad para ser ingresados, y usan fórmulas que los tienen en cuenta; por ejemplo, hombres y mujeres almacenan grasa de manera diferente alrededor del abdomen y la región del muslo. 
Diferentes analizadores BIA pueden variar.  Las ecuaciones específicas de la población están disponibles para algunos instrumentos, que solo son confiables para grupos étnicos, poblaciones y condiciones específicas.  Las ecuaciones específicas de la población pueden no ser apropiadas para individuos fuera de grupos específicos.

### Métodos antropométricos
Existen varios métodos antropométricos para estimar la grasa corporal. El término antropométrico se refiere a las mediciones hechas de diversos parámetros del cuerpo humano, como las circunferencias de varias partes del cuerpo o el grosor de los pliegues cutáneos. La mayoría de estos métodos se basan en un modelo estadístico.  Algunas mediciones se seleccionan y se aplican a una muestra de población.  Para cada individuo en la muestra, las mediciones del método se registran, y la densidad corporal de ese individuo también se registra, determinada, por ejemplo, por pesaje debajo del agua, en combinación con un modelo de densidad corporal de múltiples compartimientos.  A partir de estos datos, se desarrolla una fórmula que relaciona las medidas corporales con la densidad. 
Debido a que la mayoría de las fórmulas antropométricas, como el método de pliegues cutáneos de Durnin-Womersley el método de pliegues cutáneos de Jackson-Pollock y el método de circunferencia de la Marina de los EE. UU., en realidad estiman la densidad corporal, no el porcentaje de grasa corporal, el porcentaje de grasa corporal se obtiene aplicando una segunda fórmula, como la Siri o Brozek descrita en la sección anterior sobre densidad.  En consecuencia, el porcentaje de grasa corporal calculado a partir de pliegues de la piel u otros métodos antropométricos conlleva el error acumulativo de la aplicación de dos modelos estadísticos separados. 
Por lo tanto, estos métodos son inferiores a una medición directa de la densidad corporal y la aplicación de solo una fórmula para estimar el porcentaje de grasa corporal.  Una forma de considerar estos métodos es que cambian la precisión por conveniencia, ya que es mucho más conveniente tomar algunas medidas corporales que sumergir a las personas en el agua. 
El problema principal con todas las fórmulas derivadas estadísticamente es que, para ser ampliamente aplicables, deben basarse en una amplia muestra de individuos.  Sin embargo, esa amplitud los hace inherentemente inexactos.  El método de estimación estadística ideal para un individuo se basa en una muestra de individuos similares.  Por ejemplo, es probable que una fórmula de densidad corporal basada en pliegues cutáneos desarrollada a partir de una muestra de remeros colegiados masculinos sea mucho más precisa para estimar la densidad corporal de un remero colegial macho que un método desarrollado con una muestra de la población general, porque la muestra es Reducido por edad, sexo, nivel de condición física, tipo de deporte y factores de estilo de vida.  Por otro lado, tal fórmula no es adecuada para uso general. 

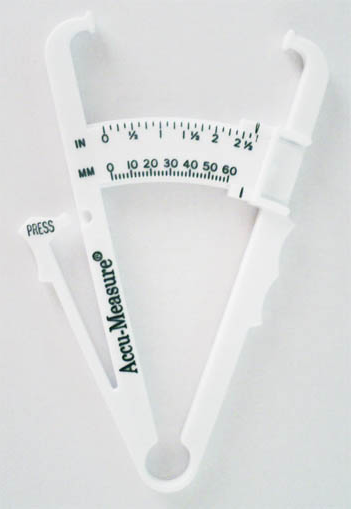
Calibrador de grasa corporal

#### Métodos de pliegues cutáneos
Los métodos de estimación de pliegues cutáneos se basan en una prueba de pliegues cutáneos , también conocida como prueba de pellizco , mediante la cual una pinza de piel se mide con un calibrador, también conocido como plicómetro, en varios puntos estandarizados del cuerpo para determinar la grasa subcutánea grosor de la capa. Estas medidas se convierten en un porcentaje estimado de grasa corporal mediante una ecuación. Algunas fórmulas requieren tan solo tres mediciones, otras hasta siete. La precisión de estas estimaciones depende más de la distribución de grasa corporal única de una persona que del número de sitios medidos.  Además, es de suma importancia realizar pruebas en un lugar preciso con una presión fija. Si bien puede que no proporcione una lectura precisa del porcentaje de grasa corporal real, es una medida confiable del cambio en la composición corporal durante un período de tiempo, siempre que la prueba sea realizada por la misma persona con la misma técnica. 
La estimación de la grasa corporal basada en pliegues cutáneos es sensible al tipo de calibre utilizado y a la técnica. Este método también mide solo un tipo de grasa: tejido adiposo subcutáneo (grasa debajo de la piel). Dos individuos pueden tener medidas casi idénticas en todos los sitios de pliegues de la piel, pero difieren mucho en sus niveles de grasa corporal debido a las diferencias en otros depósitos de grasa corporal como el tejido adiposo visceral: la grasa en la cavidad abdominal. Algunos modelos abordan parcialmente este problema al incluir la edad como una variable en las estadísticas y la fórmula resultante. Se encuentra que las personas mayores tienen una densidad corporal más baja para las mismas mediciones de pliegues cutáneos, lo que se supone que significa un porcentaje de grasa corporal más alto. Sin embargo, los individuos más viejos y altamente atléticos podrían no ajustarse a esta suposición, haciendo que las fórmulas subestimen la densidad de su cuerpo.

#### Ultrasonido
El ultrasonido se usa ampliamente para medir la estructura del tejido y ha demostrado ser una técnica precisa para medir el grosor de la grasa subcutánea. Ahora se utilizan los sistemas de ultrasonido en modo A y B, y ambos se basan en el uso de valores tabulados de la velocidad del sonido del tejido y el análisis automatizado de la señal para determinar el grosor de la grasa. Al hacer mediciones de espesor en múltiples sitios del cuerpo, puede calcular el porcentaje estimado de grasa corporal. Las técnicas de ultrasonido también se pueden usar para medir directamente el grosor muscular y cuantificar la grasa intramuscular. El equipo de ultrasonido es costoso y no es rentable únicamente para la medición de la grasa corporal, pero cuando hay equipo disponible, como en los hospitales, el costo adicional de la capacidad para medir la grasa corporal es mínimo.

#### Métodos de altura y circunferencia
También existen fórmulas para estimar el porcentaje de grasa corporal a partir de las medidas de peso y circunferencia de un individuo. Por ejemplo, el método de circunferencia de la Marina de los EE. UU. compara las mediciones de abdomen o cintura y caderas con la altura y altura del cuello, y otros sitios afirman estimar el porcentaje de grasa corporal mediante una conversión del índice de masa corporal. En la Marina de los Estados Unidos, el método se conoce como "cuerda y estrangulamiento". Sin embargo, hay información limitada sobre la validez del método de "cuerda y estrangulación" debido a su aceptación universal como inexacta y fácil de falsificar.  El Ejército de EE. UU. y el Cuerpo de Marines de EE. UU. también dependen del método de altura y circunferencia.  Para los hombres, miden el cuello y la cintura justo por encima del ombligo.  Las mujeres se miden alrededor de las caderas, la cintura y el cuello. Estas mediciones se buscan en las tablas publicadas, con la altura del individuo como un parámetro adicional. Este método se usa porque es una forma barata y conveniente de implementar una prueba de grasa corporal en todo un servicio. 
Los métodos que usan la circunferencia tienen poca aceptación fuera del Departamento de Defensa debido a su reputación negativa en comparación con otros métodos. La precisión del método se convierte en un problema cuando se comparan personas con diferentes composiciones corporales, aquellas con cuellos más grandes generan de forma artificial cálculos de porcentaje de grasa corporal más bajos que aquellos con cuellos más pequeños. 

#### A partir del IMC
La grasa corporal se puede estimar a partir del índice de masa corporal (IMC), la masa de una persona en kilogramos dividida por el cuadrado de la altura en metros; Si el peso se mide en libras y la altura en pulgadas, el resultado se puede convertir a IMC multiplicando por 703. Hay una serie de fórmulas propuestas que relacionan la grasa corporal con el IMC.  Estas fórmulas se basan en el trabajo de los investigadores publicados en revistas revisadas por pares, pero su correlación con la grasa corporal son solo estimaciones; la grasa corporal no se puede deducir con precisión del IMC. 
La grasa corporal se puede estimar a partir del índice de masa corporal mediante fórmulas derivadas de Deurenberg y colaboradores.  Al realizar cálculos, la relación entre el porcentaje de grasa corporal determinado densitométricamente (BF%) y el IMC debe tener en cuenta la edad y el sexo.  La validación cruzada interna y externa de las fórmulas de predicción mostró que proporcionaron estimaciones válidas de la grasa corporal en hombres y mujeres en todas las edades.  En sujetos obesos, sin embargo, las fórmulas de predicción sobreestimaron ligeramente el% BF.  El error de predicción es comparable al error de predicción obtenido con otros métodos de estimación de BF%, como las mediciones de espesor de pliegues cutáneos y la impedancia bioeléctrica.  La fórmula para los niños es diferente; se encontró que la relación entre el IMC y el porcentaje de BF en niños difiere de la de los adultos debido al aumento relacionado con la altura en el IMC en niños de 15 años o menos.
{\displaystyle {\text{Porcentaje de grasa corporal infantil}}=1.51\times {\text{IMC}}-0.70\times {\text{edad}}-3.6\times {\text{sexo}}+1.4}

{\displaystyle {\text{Porcentaje de grasa corporal en adultos}}=1.20\times {\text{IMC}}+0.23\times {\text{edad}}-10.8\times {\text{sexo}}-5.4}
donde el sexo es 0 para las mujeres y 1 para los hombres.
Sin embargo, a diferencia de la validación cruzada interna y externa antes mencionada, estas fórmulas demostraron ser definitivamente inutilizables al menos para los adultos y se presentan aquí solo de manera ilustrativa. 
Aun así, la siguiente fórmula diseñada para adultos demostró ser mucho más precisa al menos para adultos:
{\displaystyle {\text{Porcentaje de grasa corporal en adultos}}=1.39\times {\text{IMC}}+0.16\times {\text{edad}}-10.34\times {\text{género}}-9}
donde, nuevamente, el género (sexo) es 0 si es mujer y 1 si es hombre para dar cuenta del menor porcentaje de grasa corporal en los hombres.
Se pueden utilizar otros índices; sus desarrolladores dijeron que el índice de adiposidad corporal daba una estimación directa del porcentaje de grasa corporal, pero los estudios estadísticos no lo demostraron.